# Huamantla
Huamantla là một đô thị thuộc bang Tlaxcala, México. Năm 2005, dân số của đô thị này là 77076 người.